# Rinchen Dhondup Sadhutsang
Pour les articles homonymes, voir Dhondup.
 Rinchen Dhondup Sadhutsang (tibétain : རིན་ཆེན་དོན་གྲུབ་ས་འདུ་ཚང, Wylie : rin chen don grub sa 'du tshang), ou Rinchen Sadutshang  (1928, Tréhor, Kham, Tibet - 14 juin 2015 à Rajpur près de Dehradun en Inde), aussi appelé Sadhu Rinchen Dhondup est un homme politique tibétain, ministre du gouvernement tibétain en exil.

## Biographie
Il est le benjamin de quatre frères (dont Lobsang Nyandak Sadutshang et Lo Gendun Sadutshang) et quatre sœurs issus d'une famille de marchands et chefs de clan d'une région du Kham, faisant le commerce de la laine exportant en Inde. Dans les années 1940, il a fait ses études dans une école tenue par des jésuites, le Collège Saint-Joseph à Darjeeling en Inde, interrompues par son mariage avec la nièce de Reting Rinpoché au Tibet. Ils eurent cinq enfants, dont Tsetan Dorji Sadutshang.
Alors qu'il avait 15 ans, Rinchen Sadutshang fut l’interprète qui assista Sonam Wangdu et Dzasak Thupten Samphel, missionnés par le gouvernement du Tibet pour féliciter les alliés après la Seconde Guerre mondiale, qui se rendirent en Inde et en Chine en 1946.
Rinchen Sadutshang fut l'interprète d'anglais lors des discussions de l'Accord en 17 points sur la libération pacifique du Tibet.

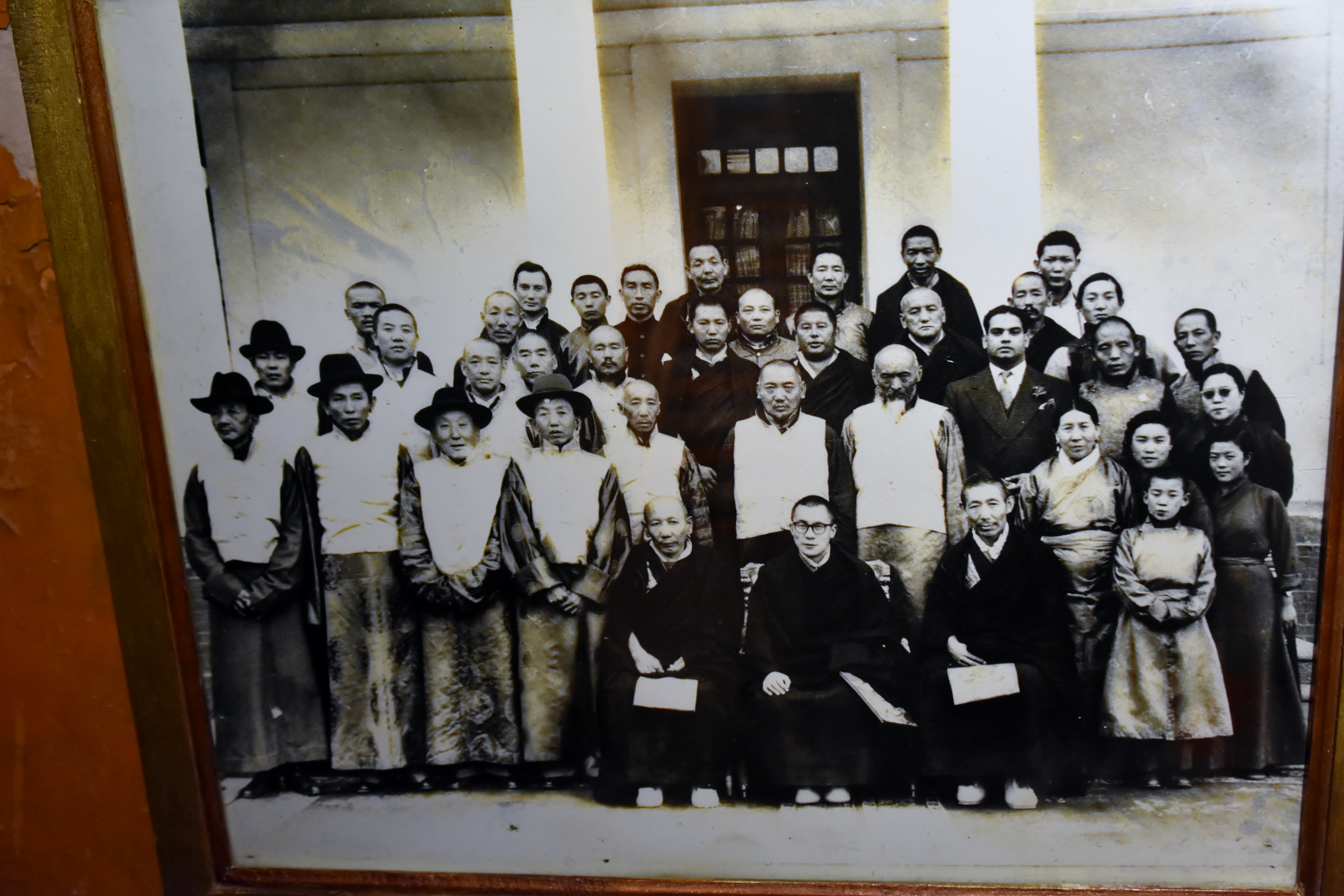
Le dalaï-lama, ses tuteurs, ses ministres, des membres de sa famille, au retour de la visite en Inde entre 1956 et 1957 à Gyantsé chez Phala (en arrière plan des ministres).

Il est membre de l'entourage du 14e dalaï-lama qui l'accompagne en Chine de juillet 1954 à juin 1955 pour assister à l'Assemblée populaire nationale et en Inde en 1956 quand il est invité par la Société de la Maha Bodhi pour participer au 2500e anniversaire de la mort du Bouddha.
En 1959, lorsque l'Irlande et la Malaisie ont mis la question Tibet à l'ordre du jour de l'Assemblée générale des Nations unies, Rinchen Sadutshang  avec Gyalo Dhondup et Tsepon W. D. Shakabpa sont allés à New-York en mission de soutien. Lors de l'assemblée générale qui s'est tenue les 20 et 21 octobre, la Résolution 1353 adoptée a rappelé le respect des droits de l'homme et a souligné l'identité culturelle et religieuse du Tibet. La résolution n'a toutefois fait aucune mention de la République populaire de Chine.
Rinchen Sadutshang fut ministre représentant à Delhi du cinquième Kashag entre 1980 et 1985.

## Famille
Rinchen Sadutshang s'est marié avec Tseyang Sadutshang avec qui il a eu deux filles, Sonam Deki (1945, qui épouse Tashi Wangdi) et Yangchen Dolkar (1951), puis deux fils Tsetan Dorji (1952) et Namgyal Phuntsok (1953), deux sœurs jumelles, Sonam Lhamo et Kelsang Nordon (1954). Il eut un autre fils, mort jeune lors d'une épidémie de rougeole, avant qu'un vaccin ne soit disponible.